# Kościół Świętej Trójcy w Czernawczycach
Kościół Świętej Trójcy w Czernawczycach – gotycko-renesansowy rzymskokatolicki kościół murowany z XVI wieku znajdujący się w Czernawczycach na Białorusi. Jest świątynią parafialną na terenie dekanatu Brześć w diecezji pińskiej.

## Historia
Kościół zbudowany na miejscu pierwotnego kościoła fundacji Iliniczów. W latach 1583–1585 wzniesiony dzięki Mikołajowi Krzysztofowi Radziwiłłowi „Sierotce”. Przebudowany w XVII wieku. W ramach represji po powstaniu styczniowym kościół został zabrany katolikom i oddany prawosławnym (1867). Nie zmieniono jednak wtedy wystroju świątyni. Podczas I wojny światowej, w związku z natarciem na froncie w 1914 r., duchowny Cerkwi prawosławnej wywiózł w głąb Rosji znajdujący się w kościele cudowny obraz Matki Boskiej Czernawczyckiej, wiele innych przedmiotów kultu oraz pięć dzwonów. Mimo petycji do cara Mikołaja II wierni nie odzyskali obrazu, który zaginął w okresie rewolucji październikowej. W okresie międzywojennym kościół odzyskali katolicy. W czasach ZSRR był jedyną czynną świątynią katolicką w rejonie Brześcia. Obecnie kościół jest ośrodkiem życia nie tylko religijnego, ale społecznego i kulturalnego mieszkających w okolicy Polaków.

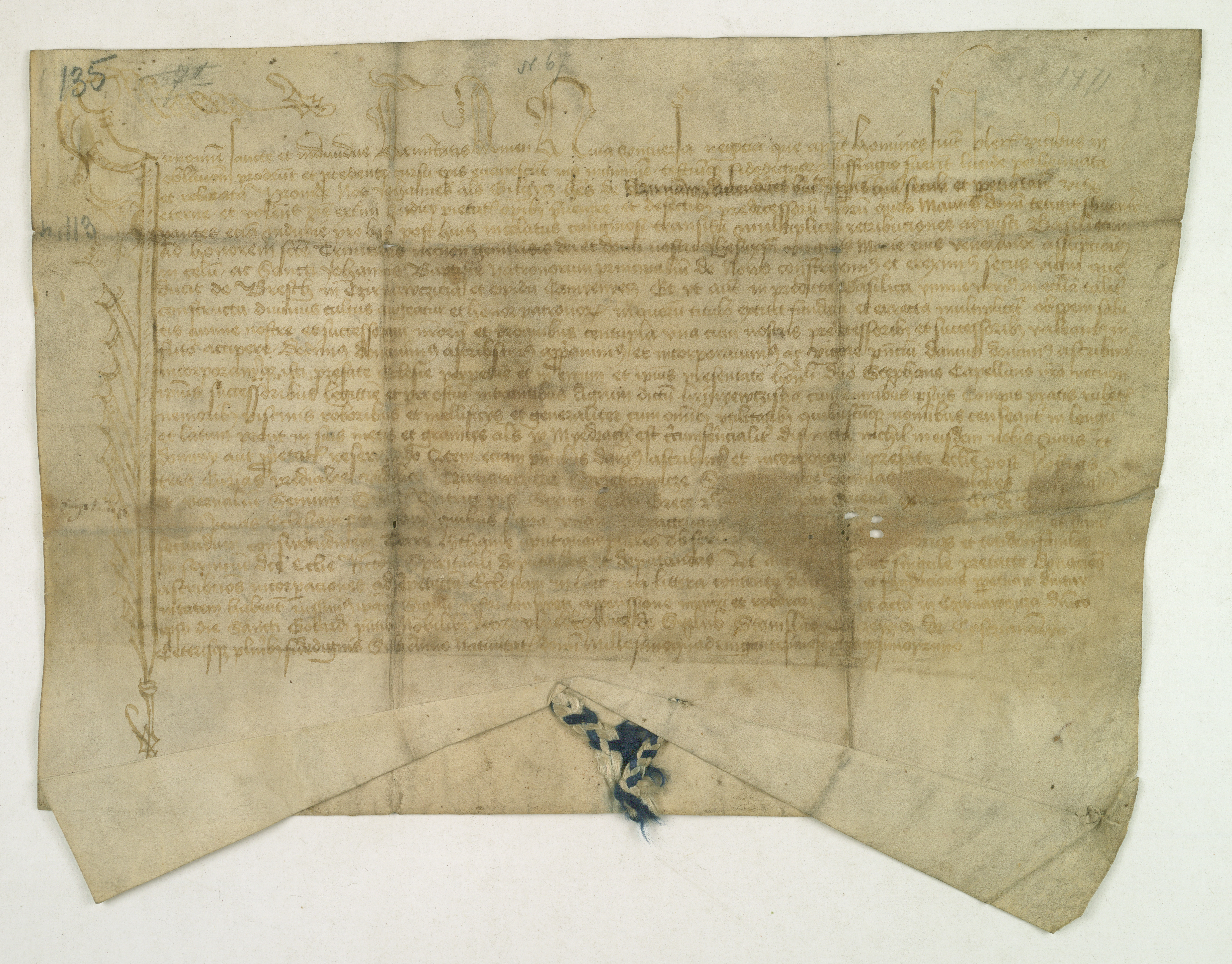
Dokument fundacyjny z 1471 r.

## Opis
Świątynia znajduje się w samym sercu miejscowości przy zakręcie szosy Brześć – Kamieniec. Wraz z czworoboczną trzypiętrową dzwonnicą na wysokim cokole dominuje nad niską zabudową wsi. Architektura dzwonnicy przypomina basztę zamkową w Nieświeżu, zbudowaną również w końcu XVI wieku.
Kościół jednonawowy, bez kopuły, posiada krótki i wąski transept, półkoliście zamknięte prezbiterium oraz dwie niskie absydy (zakrystie). Przy południowej ścianie prezbiterium wzniesiono niedużą okrągłą wieżę z krętymi schodami wewnątrz. Artystyczną ekspresję uzyskano dzięki połączeniu dużych płaszczyzn z niewielką liczbą detali architektonicznych. Absydy i boczne elewacje, podobnie jak solidne mury z przyporami oraz wąskie, wydłużone okna, zdradzają wpływy gotyku. Stromy, dwuspadowy dach jest również charakterystyczny dla tego stylu architektonicznego.
Fasadę wieńczy trójkątny fronton z prostokątnymi i okrągłymi blendami. Przed wejściem znajduje się nieduża kruchta.
We wnętrzu świątyni umieszczono sklepienie pokryte renesansowymi stiukami oraz trzy drewniane polichromowane rzeźby z XVIII wieku.
Kościół wpisany na listę dziedzictwa kulturowego i historycznego Białorusi (112Г000122).

## Galeria

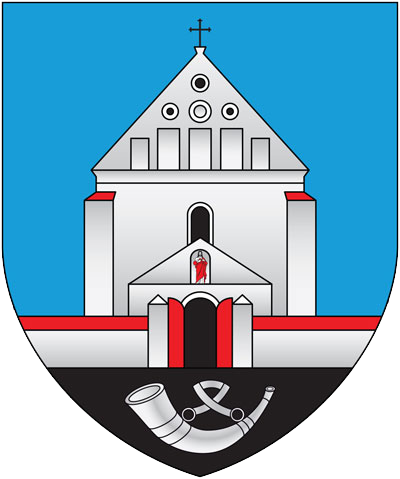
Wyobrażenie kościoła Św. Trójcy w herbie Czernawczyc (od 2008)
Kościół Św. Trójcy przed 1939 r. (widok z boku)
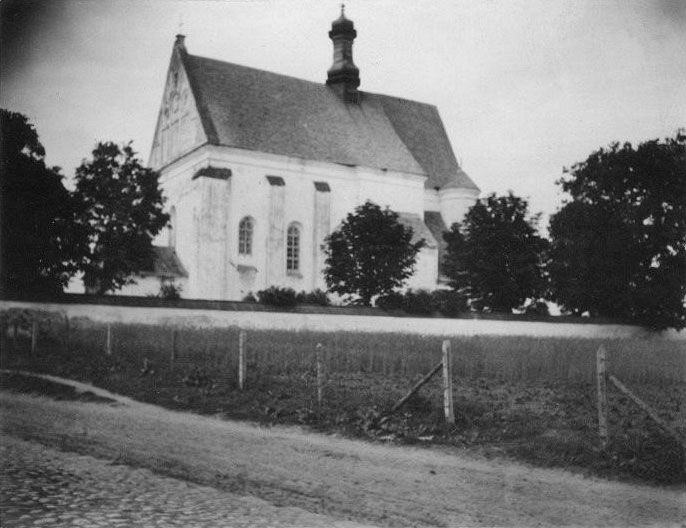
Kościół Św. Trójcy przed 1939 r. (widok z boku)
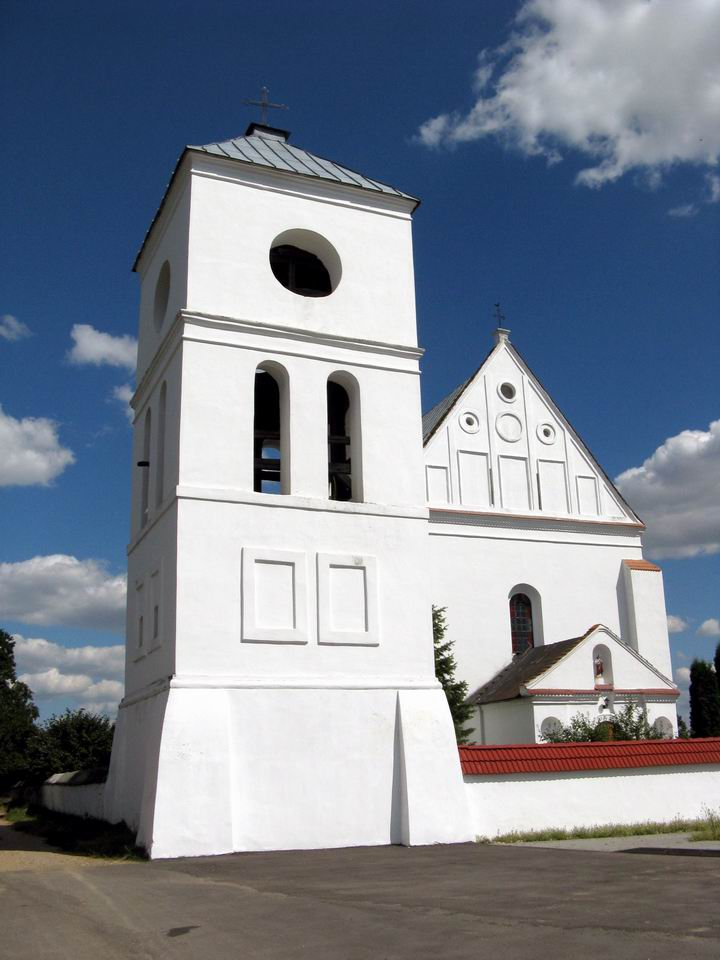
Obecny wygląd kościoła i dzwonnicy (2008)
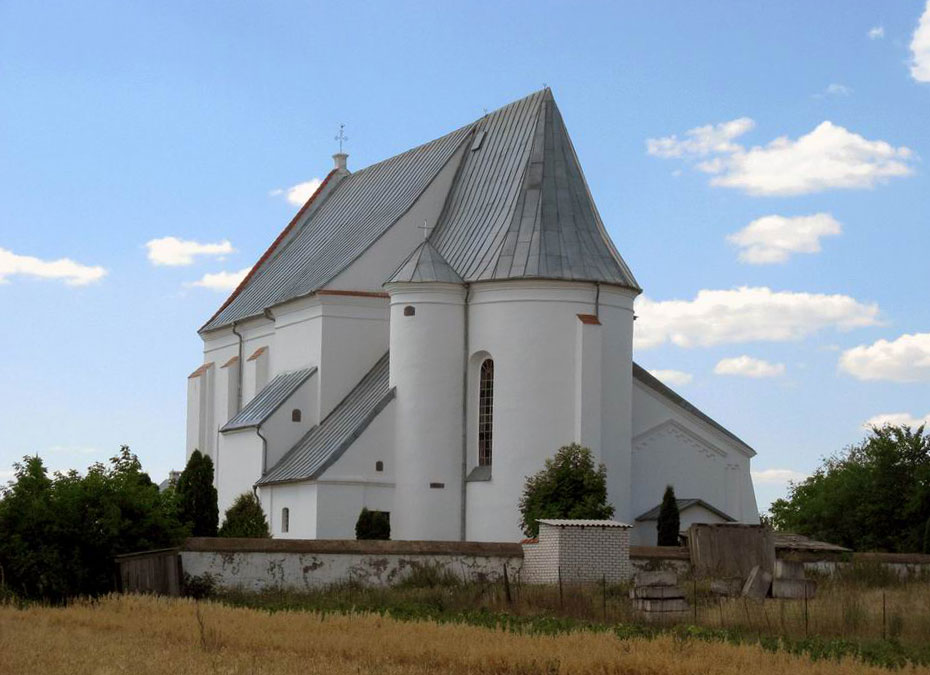
Obecny (2008) wygląd kościoła – widok od tyłu